# غاري هاوغن
غاري هاوغن (بالإنجليزية: Gary Haugen)‏ هو ناشط حقوق الإنسان أمريكي، ولد في 1963.